# 南甘楽郡

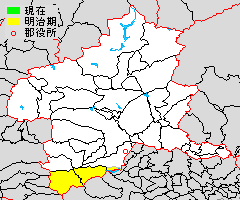
群馬県南甘楽郡の範囲

南甘楽郡（みなみかんらぐん）は群馬県にあった郡である。

## 郡域
1878年（明治11年）に行政区画として発足した当時の郡域は、現在の行政区画では概ね以下の区域にあたる。
- 藤岡市（大字譲原、保美濃山、坂原）
- 多野郡神流町
- 多野郡上野村

## 歴史
近世の甘楽郡のうち神流川沿いの地域が分割されたもので、後に神流川の下流にあたる緑野郡と統合されたことから、事実上、郡の境界変更の役割を担う形となった。

### 郡発足までの沿革
- 明治初年時点では全域が幕府領であった。「旧高旧領取調帳」に記載されている明治初年時点の、甘楽郡のうち後の当郡域に存在した村は以下の通り。●は村内に寺社領が存在。幕府領は関東在方掛の岩鼻陣屋が管轄。（25村）

柏木村、麻生村、青梨村、●譲原村、保美濃山村、生利村、塩沢村、船子村、相原村、魚尾村、平原村、尾附村、乙父村、乙母村、川和村、勝山村、新羽村、野栗沢村、楢原村、神ヶ原村、小平村、森戸村、黒田村、坂原村、万場村
- 慶応4年6月17日（1868年8月5日） - 新政府が岩鼻陣屋に岩鼻県を設置。当郡の全域を管轄。
- 明治4年10月28日（1871年12月10日） - 第1次府県統合により群馬県（第1次）の管轄となる。
- 明治6年（1873年）6月15日 - 熊谷県の管轄となる。
- 明治9年（1876年）8月21日 - 第2次府県統合により、熊谷県が武蔵国の管轄地域を埼玉県に合併して群馬県（第2次）に改称。当郡域は群馬県の管轄となる。

### 郡発足以降の沿革
- 明治11年（1878年）12月7日 - 郡区町村編制法の群馬県での施行により、甘楽郡のうち25村の区域に行政区画としての南甘楽郡が発足。「緑野多胡南甘楽郡役所」が緑野郡藤岡町に設置され、多胡郡・緑野郡とともに管轄。

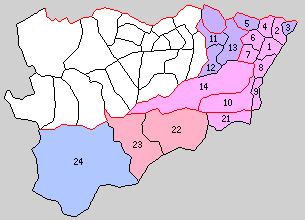
21.美原村 22.神川村 23.中里村 24.上野村（桃：藤岡市 赤：神流町 青：合併なし 1 - 10は緑野郡 11 - 14は多胡郡）

- 明治22年（1889年）4月1日 - 町村制の施行により、以下の各村が発足。（4村）
  - 美原村 ← 譲原村、保美濃山村、坂原村（現・藤岡市）
  - 神川村 ← 柏木村、麻生村、生利村、万場村、塩沢村、森戸村、黒田村、小平村、船子村、相原村、青梨村（現・多野郡神流町）
  - 中里村 ← 魚尾村、神ヶ原村、尾附村、平原村［大部分］（現・多野郡神流町）
  - 上野村 ← 野栗沢村、新羽村、勝山村、川和村、乙母村、乙父村、楢原村（現・多野郡上野村）
  - 平原村の一部は北甘楽郡青倉村の一部となる。
- 明治29年（1896年）4月1日 - 「緑野多胡南甘楽郡役所」の管轄区域をもって多野郡が発足。同日南甘楽郡廃止。

## 行政
緑野・多胡・南甘楽郡長
| 代 | 氏名 | 就任年月日                | 退任年月日                | 備考                                     |
| -- | ---- | ------------------------- | ------------------------- | ---------------------------------------- |
| 1  |      | 明治11年（1878年）12月7日 |                           |                                          |
|    |      |                           | 明治29年（1896年）3月31日 | 緑野郡・多胡郡との合併により南甘楽郡廃止 |